# Stefan Anguelov
Stefan Anguelov (Pleven, Bulgaria, 7 de enero de 1947-21 de diciembre de 2019) fue un deportista búlgaro especialista en lucha grecorromana donde llegó a ser medallista de bronce olímpico en Múnich 1972 y Montreal 1976.

## Carrera deportiva
En los Juegos Olímpicos de 1972 celebrados en Múnich ganó la medalla de bronce en lucha grecorromana de pesos de hasta 48 kg, tras el luchador rumano Gheorghe Berceanu (oro) y el iraní Rahim Aliabadi (plata). Cuatro años después, en las Olimpiadas de Montreal 1976 volvió a ganar el bronce en la misma modalidad.